# Penthicodes farinosa
Penthicodes farinosa är en insektsart som först beskrevs av Weber 1801.  Penthicodes farinosa ingår i släktet Penthicodes och familjen lyktstritar. Inga underarter finns listade i Catalogue of Life.